# Marcel Hernández
Marcel Hernández Campanioni (ur. 11 lipca 1989 w Hawanie) – kubański piłkarz występujący na pozycji napastnika.

## Kariera klubowa
Marcel Hernández od 2008 występuje w grającym w pierwszej lidze kubańskiej FC Ciudad de la Habana.

## Kariera reprezentacyjna
W reprezentacji Kuby Hernández zadebiutował w 2010. W 2011 uczestniczył w Złotym Pucharze CONCACAF.